# Legoland Discovery Centre

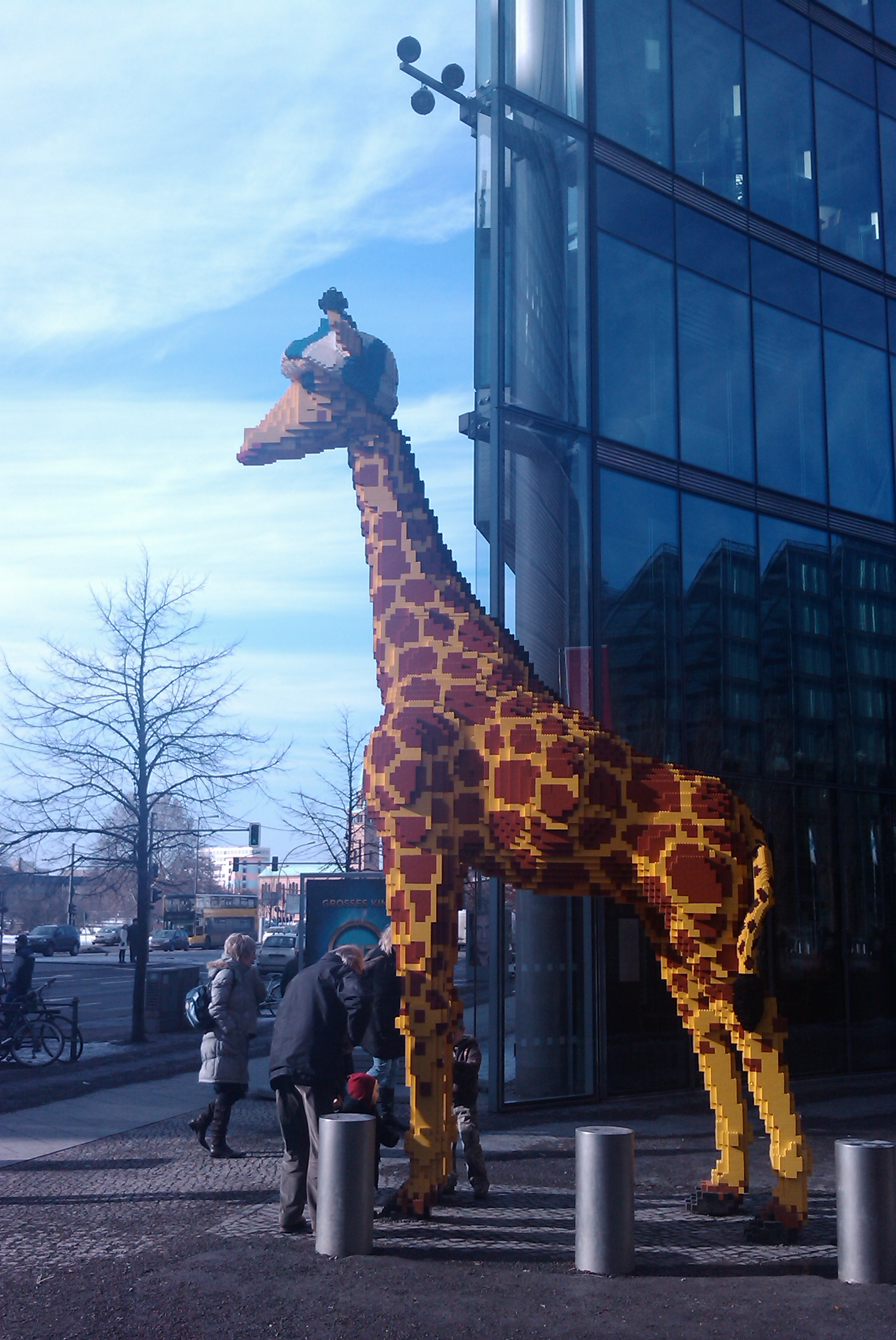
Maqueta de LEGO de una jirafa en el Legoland Discovery Centre de Berlín.

Legoland Discovery Centre son versiones reducidas de los parques Legoland que se localizan en varios puntos del mundo.

Además de ser más pequeños su principal diferencia es que todas las atracciones de estos parques se encuentran en interior.

## Atracciones
Los Legoland Discovery Centre suelen ocupar una superficie de alrededor de 3000m2.Contienen al igual que sus versiones de gran tamaño la zona de Miniland donde se pueden ver maquetas de LEGO de los monumentos de la zona donde están ubicados.

En algunos de ellos también se pueden visionar películas 4D.

Además en ellos se realizan talleres y contiene atracciones infantiles como pequeñas montañas rusas.

## Localizaciones
En la actualidad contienen parques Legoland Discovery Centre las ciudades de:
- Toronto, Canadá
- Berlín, Alemania
- Oberhausen, Alemania
- Schaumburg, Illinois, Estados Unidos
- Mánchester, Reino Unido[3]

## Futuros emplazamientos
En 2010 está previsto la apertura de un nuevo parque en East Rutherford, Nueva Jersey, Estados Unidos. En el gran complejo de ocio Xanadu Meadowlands.

En 2011 está previsto la apertura de otros dos en Estados Unidos, uno en Dallas y otro en Georgia.